# Gosses Bluff
Gosses Bluff je impaktní kráter ležící asi 175 kilometrů západně od města Alice Springs v Austrálii.
Kráter vznikl před asi 140 milióny let v geologickém období křídy při dopadu asi 1 km velkého asteroidu nebo komety. Těleso se zabořilo několik kilometrů pod povrch Země a následně se vypařilo. Na povrchu vznikl kolem místa dopadu kráter o průměru asi 22 kilometrů; vlivem eroze došlo později ke setření původního reliéfu takže do dnešní doby se zachoval pouze pískovcový kruh hor o průměru asi 3 km a výšce okolo 150 metrů.
Domorodí obyvatelé Austrálie, Aboriginci z oblasti západního Arrente, útvar nazývají Tnorala a uctívají jej jako posvátné místo. Pro ochranu území byla vyhlášena rezervace "Tnorala Conservation Reserve". Domněnka impaktního vzniku byla poprvé vyslovena roku 1960. V minulosti zde také byly provedeny průzkumné vrty s cílem najít naleziště ropy; stopy po průzkumu lze dosud vidět poblíž středu kráteru.